# Andrzej Kaczmarek (satyryk)
Andrzej Kaczmarek (ur. 18 marca 1958, zm. 24 marca 2008 w Kielcach) – polski satyryk, artysta związany z kabaretem Pirania.
Na estradzie zadebiutował jeszcze podczas studiów na Politechnice Świętokrzyskiej. W latach 1981 i 1983 zdobył nagrody na festiwalach piosenki studenckiej odbywających się w Krakowie. W roku 1986 nawiązał współpracę z kabaretem Pigwa Show (zob. Genowefa Pigwa).
W roku 1991 wraz ze Stefanem Lipcem założył kabaret Pirania (nazwa pochodziła od tytułu autorskiej audycji tych twórców – „Piracki Radiowęzeł Pirania” – emitowanej na antenie radia kieleckiego; później do kabaretu dołączyła też Joanna Litwin-Berner). Kaczmarek tworzył piosenki, dialogi oraz skecze. Wkrótce kabaret odniósł spory sukces i zyskał popularność. Znaczącym wydarzeniem był udział w kabaretonie podczas KFPP w Opolu w 1995 roku.
Z Piranią Kaczmarek występował w całej Polsce, a także w wielu innych krajach (m.in. Australia, Niemcy, USA). Działał też w utworzonym przy kieleckim WDK Bractwie Andrzejowym. W roku 2007 wystąpił w komedii romantycznej Jan z drzewa.
Kaczmarek zmarł po kilkudniowym pobycie w kieleckim szpitalu. 28 marca 2008 został pochowany na cmentarzu komunalnym w Cedzynie.